# Долфин (лекарство)
«До́лфин» (торговое наименование, англ. Dolphin) — комбинированное средство для местного применения при заболеваниях носа и верхних дыхательных путей.
Входит в перечень препаратов Центра профилактической медицины Минздрава РФ, рекомендованных для профилактики хронических неинфекционных заболеваний.

## Фармакологическое действие
Комбинированное минерально-растительное средство, в состав которого входят хлорид натрия, йод, ионы магния, ионы цинка, экстракты шиповника и солодки. Обеспечивает механическое удаление патогенных агентов, вызывающих воспаление, уменьшает отек, увеличивает отток гноя и слизи из околоносовых пазух.

## Применение
Используется при лечении ряда заболеваний носа, для профилактики острых респираторных заболеваний. Показаниями к применению являются риниты, синуситы, аденоидит, раздражение слизистой оболочки носа, хирургические манипуляции в носовой полости.

## Противопоказания
Предрасположенность к носовым кровотечениям, непереносимость компонентов препарата, деформация перегородки носа, или другие формы механической непроходимости носовых путей, полная заложенность носа, детский возраст (до 4 лет).

## Форма выпуска
Порошок; комплект из крышки-дозатора, трубки и флакона. Выпускается в виде взрослых и детских комплектов, отличающихся как дозировкой средства в одноразовом пакетике, так и приспособлением для промывания носовой полости. Также выпускаются средства с различным составом (с травяными экстрактами и без них).

## Особые указания
Разрешён к применению при беременности.

## Клинические испытания
По результатам открытого рандомизированного сравнительного клинического исследования, проведённого в научно-клиническом центре оториноларингологии ФМБА России при участии 60 человек, «Долфин» обладает положительным терапевтическим эффектом и улучшает показатели качества жизни пациентов, страдающих аллергическим ринитом.
В 2010 году было проведено многоцентровое, клиническое, открытое, рандомизированное исследование с участием 3500 детей, показавшее снижение заболеваемости ОРИ при использовании средства.
По данным исследования, проведённого на базе ФГБУ «Научно-клинический центр отоларингологии ФМБА России», использование средства снижает риск ОРВИ и снижает выраженность затруднения носового дыхания при риннитах. По результатам других клинических испытаний, использование «Долфин» снижает риск заболеваемости гриппом и ОРВИ, снижает степень бактериального обсеменения на слизистой носа, облегчает состояние при хроническом насморке.

## Общие сведения
«Долфин» выпускается компанией «Динамика» и продаётся в странах СНГ и Европы. Соль для раствора добывается в шахтах Пермского края.
В 2012 году средство получило премию «Марка № 1 в России». По данным OMI, в 2010 году средство использовали 4 % россиян.